# IPhone 11
O iPhone 11 é um smartphone projetado, desenvolvido e comercializado pela Apple. É o IPhone com preço mais baixo da décima terceira geração, sucedendo ao iPhone XR. Foi apresentado em 10 de setembro de 2019, em conjunto com o iPhone 11 Pro e Pro Max, no Steve Jobs Theater no Apple Park, em Cupertino, pelo CEO da Apple, Tim Cook. As encomendas iniciaram-se a 13 de setembro de 2019 e o lançamento oficial foi programado para 20 de setembro de 2019, um dia após o lançamento do iOS 13.
O iPhone 11 está disponível em seis cores: roxo, amarelo, verde, preto, branco e vermelho. Há um entalhe na frente do sistema de câmaras e altifalantes TrueDepth, semelhante ao seu antecessor, o iPhone XR. Há um impacto nas costas das câmaras e o flash é do mesmo tamanho do iPhone 11 Pro, embora o iPhone 11 tenha apenas duas câmaras em comparação com as três do Pro. O logótipo da Apple agora está centralizado na parte traseira do dispositivo sem texto.
As mudanças mais importantes em comparação com o iPhone XR são o chip Apple A13 Bionic e um sistema de câmara dupla ultra larga. Enquanto o iPhone 11 Pro vem com um carregador rápido de 18W Lightning para USB-C, o iPhone 11 vem com o mesmo carregador de 5W encontrado nos iPhones anteriores, apesar dos dois modelos poderem utilizar esse carregador mais rápido. A partir de 20 de novembro de 2020, todos os iPhones fabricados a partir do XR, tiveram os adaptadores de tomada retirados da caixa. O iPhone 11 Pro não está nesta lista pois a fabricação do próprio terminou com o lançamento do iPhone 12.

## Especificações técnicas

### Hardware
O iPhone 11, juntamente com o iPhone 11 Pro, possui o processador A13 Bionic da Apple com um mecanismo neural de terceira geração. Possui três opções de armazenamento interno: 64 GB, 128 GB, 256. Também possui 4GB de RAM. O iPhone 11 tem classificação IP68 à prova de água até dois metros por um tempo máximo de 30 minutos, mas também poeira e sujidade. No entanto, a garantia do fabricante não cobre danos provocados por líquidos no telefone. Além disso, tal como os iPhones anteriores, os dois telefones não possuem conector para fone de ouvido e vêm com EarPods com fio e com conector Lightning. O iPhone 11 é o primeiro smartphone com hardware de banda ultra-larga, através do chip Apple U1.

#### Exibição
O iPhone 11 possui um LCD de 6,1 pol. (15,5 cm), ao contrário dos modelos Pro que possuem ecrãs/telas OLED. Utiliza a tecnologia IPS e possui uma resolução de 1792x828 pixels (326 ppi) com um brilho máximo de 625 nits e uma taxa de contraste de 1400: 1. Ele suporta Dolby Vision , HDR10 , True-Tone e ampla gama de cores. Assim como no iPhone 11 Pro, XR, XS e X, o ecrã/tela possui um entalhe na parte superior do sistema de câmaras TrueDepth e do altifalante. A tela possui um revestimento oleofóbico resistente a impressões digitais.

#### Câmera
O iPhone 11 inclui um conjunto de câmaras traseiras de 12MP com lente dupla. Há uma lente grande angular f / 2.4 com um campo de visão de 120 graus e zoom ótico de 2x e uma lente grande angular f / 1.8. O iPhone 11 suporta vídeo 4K em até 60 fps e 1080p em câmara lenta em até 240 fps. O telefone também possui um recurso de zoom de áudio que focaliza o áudio na área que está sendo ampliada, semelhante ao modelo Pro. As duas câmaras suportam vídeo, embora apenas a lente grande angular seja fornecida com estabilização ótica de imagem. Suporta um modo de retrato com controle de profundidade e um efeito bokeh avançado. O telefone também possui um modo noturno automático, permitindo que a câmara tire fotos mais brilhantes com ruído reduzido em ambientes com pouca luz. Há também um aplicativo de câmara redesenhado que adiciona novos recursos, como uma roda para escolher entre as diferentes lentes e pressionar o botão do obturador para gravar um vídeo. Com a câmara frontal é possível fazer selfies com câmara lenta, que a marca batizou de slofies (slow motion selfies). A Apple também anunciou um novo recurso Deep Fusion, que aproveitará a IA e o aprendizado/aprendizagem de máquina para o processamento de imagens.

### Programas
O iPhone 11 está programado para ser lançado com o iOS 13, que inclui Siri, Face ID (através da câmara TrueDepth), Apple Pay e suporta Apple Card.
|                            | |
| IPhone branco 11           | |
| Marca                      | Apple Inc. |
| Geração                    | 13ª |
| Disponibilidade por região | 20 de setembro de 2019 - Austrália - Áustria - Bélgica - Canadá - China - Dinamarca - Finlândia - França - Alemanha - Grécia - Hong Kong - Irlanda - Itália - Japão - Malásia - México - Países Baixos - Nova Zelândia - Noruega - Portugal - Rússia - Arábia Saudita - Cingapura - Espanha - Suécia - Suíça - Taiwan - Emirados Árabes Unidos - Reino Unido - Estados Unidos |
| Antecessor                 | iPhone XR |
| Relacionado                | iPhone 11 Pro |
| Tipo                       | Smartphone |
| Fator de forma             | Ardósia |
| Dimensões                  | H: 150,9 mm (5,94 pol.) W: 75,7 mm (2,98 pol.) D: 8,3 mm (0,33 pol.) |
| Peso                       | 194 g (6,8 oz) |
| Sistema operativo          | iOS 13 |
| Chip                       | A13 Bionic |
| Modem                      | Dual SIM com eSIM Classe LTE Gigabit, até 30 bandas LTE |
| Memória                    | 4 GB de RAM LPDDR4X |
| Armazenamento              | 64, 128 e 256 |
| Bateria                    | 3110 mAh, Capacidade de carga rápida com um carregador de 18 W (vendido separadamente) Carregamento sem fios. |
| Exibição                   | Retina líquida de 6,06 pol. (154 mm): LCD IPS com retroiluminação por LED, 1792 × 828 px (326 ppi ) 625 cd / m² máx. brilho (típico), com vidro reforçado por troca de íons duplos e toque tátil. |
| Câmara traseira            | 12 MP (1,4 μm) (1 / 2,55 ") Sony Exmor IMX333, flash quad-LED, abertura ƒ / 1,8, estabilização ótica de imagem (somente grande angular) flash quad-LED, autofoco, filtro IR, modo Burst, Lente de 6 elementos, gravação de vídeo 4K a 24, 30 ou 60 FPS ou 1080p a 30 ou 60 FPS, vídeo em câmera lenta (1080p a 120 FPS ou 240 FPS), lapso de tempo com estabilização, panorama (até 63 megapixels) , Modo retrato, Iluminação retrato, Reconhecimento facial, Estabilização digital de imagem, Estabilização óptica de imagem, Gravação de áudio estéreo |
| Câmara frontal             | 12 MP, abertura f / 2.2, modo burst, controle de exposição, detecção de rosto, HDR automático, estabilização automática de imagem, flash Retina, gravação de vídeo 4K a 24, 30 ou 60 FPS ou HD 1080p a 30 ou 60 FPS, câmera lenta vídeo (1080p a 120 FPS) Modo Retrato, Iluminação Retrato e Animoji |
| Som                        | Áudio espacial, Dolby Atmos |
| Conectividade              | Wi-Fi 6 ( 802.11ax ) |
| Outros                     | Chamadas de áudio ou vídeo FaceTime, padrão IP68 IEC 60529 (resistente a respingos, água e poeira), carregamento sem fio Qi, carregamento rápido de USB-C para Lightning (conector) |